# Kolb Brothers "Cat Camp" Inscription
Pour les articles homonymes, voir Kolb.
La Kolb Brothers "Cat Camp" Inscription est une inscription lapidaire laissée par Emery et Ellsworth Kolb le 28 octobre 1911 dans le comté de Garfield, dans l'Utah, aux États-Unis. Protégée au sein du parc national des Canyonlands, elle est inscrite au Registre national des lieux historiques depuis le 7 octobre 1988.